# جاده ئی۰۶ اروپا

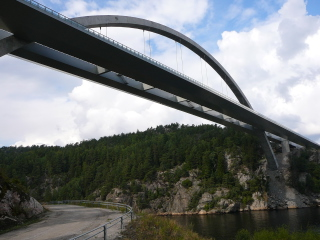
جاده ئی۰۶ اروپا - پل اسوینسوند مابین کشورهای سوئد و نروژ

جاده ئی۰۶ اروپا (به انگلیسی: European route E06) یکی از جاده‌های اصلی قاره اروپا است.
این جاده که از شهر ترلبورگ (سوئد) شروع شده در شهر کیرکنس (نروژ) به پایان میرسد و ۳۱۴۰ کیلومتر مسافت دارد.